# 유랑극장
"유랑극장"은 한국에서 제작된 강범구 감독의 1963년 영화이다. 박노식 등이 주연으로 출연하였고 최관두 등이 제작에 참여하였다.

## 출연

### 주연
- 박노식
- 이경희
- 엄앵란

## 기타
- 조명: 윤창화
- 미술: 원제래